# Komajia
Komajia is een plaats en commune in het noorden van Madagaskar, behorend tot het district Mampikony, dat gelegen is in de regio Sofia. Tijdens een volkstelling in 2001 telde de plaats 4.250 inwoners.
De plaats biedt enkel lager onderwijs aan. 95 % van de bevolking werkt als landbouwer en 4,5 % houdt zich bezig met veeteelt. De belangrijkste landbouwproducten zijn rijst en raffia; andere belangrijke producten zijn suikerriet en mais. Verder is 0,5% actief in de dienstensector.